# Heraclia annulata
Heraclia annulata là một loài bướm đêm trong họ Noctuidae.